# 德武茹爾托奇諾耶湖

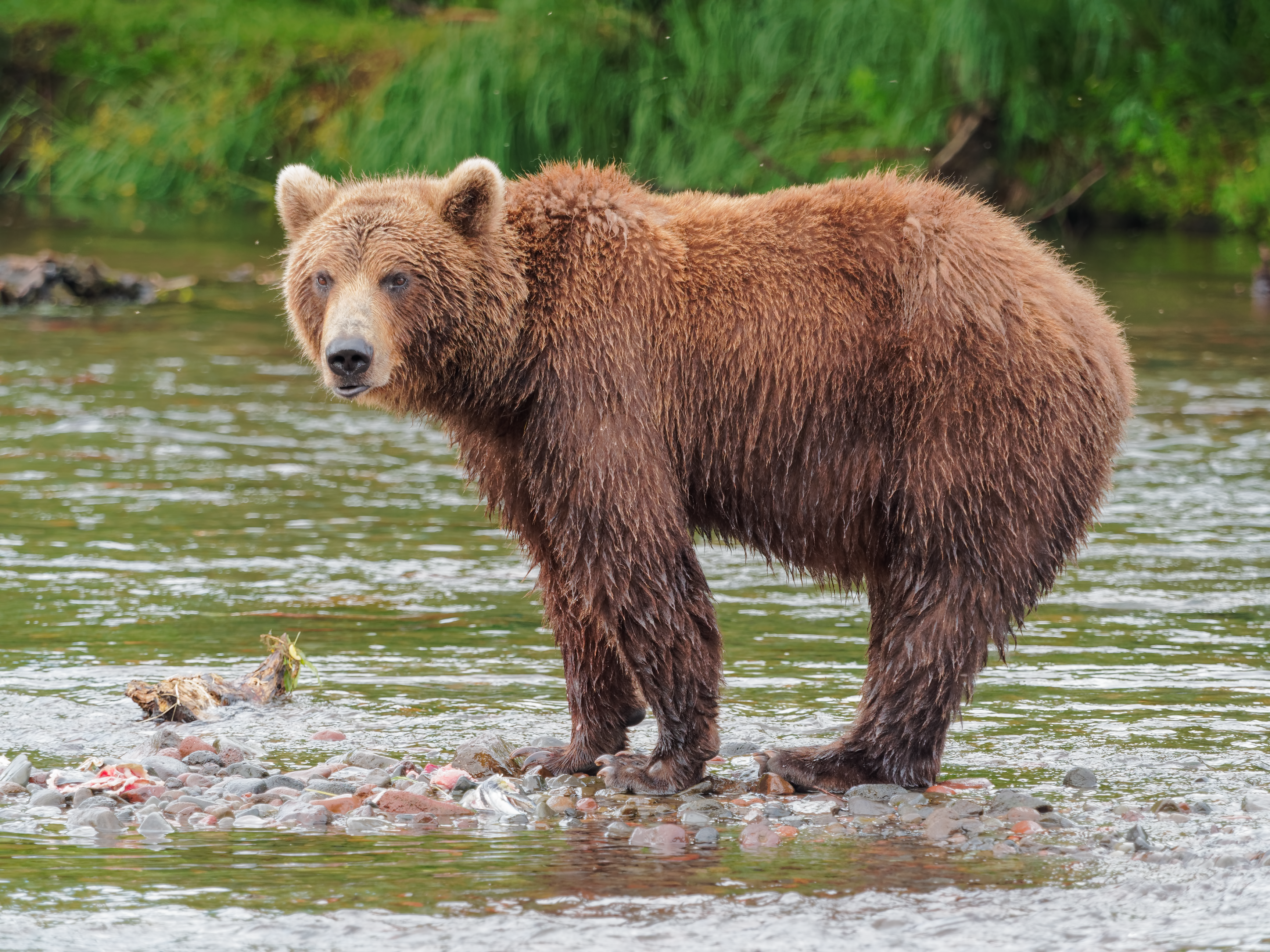

56°48′N 160°03′E / 56.800°N 160.050°E
德武茹爾托奇諾耶湖（俄语：Двухюрточное），是俄羅斯的湖泊，位於該國東北部，由堪察加邊疆區負責管轄，長6.3公里、寬2公里，面積11.9平方公里，海拔高度266米，湖岸線長度20公里，最大水深26米。